# South Island National Park
South Island National Park är en park i Australien. Den ligger i delstaten Queensland, omkring 690 kilometer nordväst om delstatshuvudstaden Brisbane. Arean är 16,2 kvadratkilometer.
Trakten är glest befolkad. Det finns inga samhällen i närheten.